# Pommersche Seenplatte

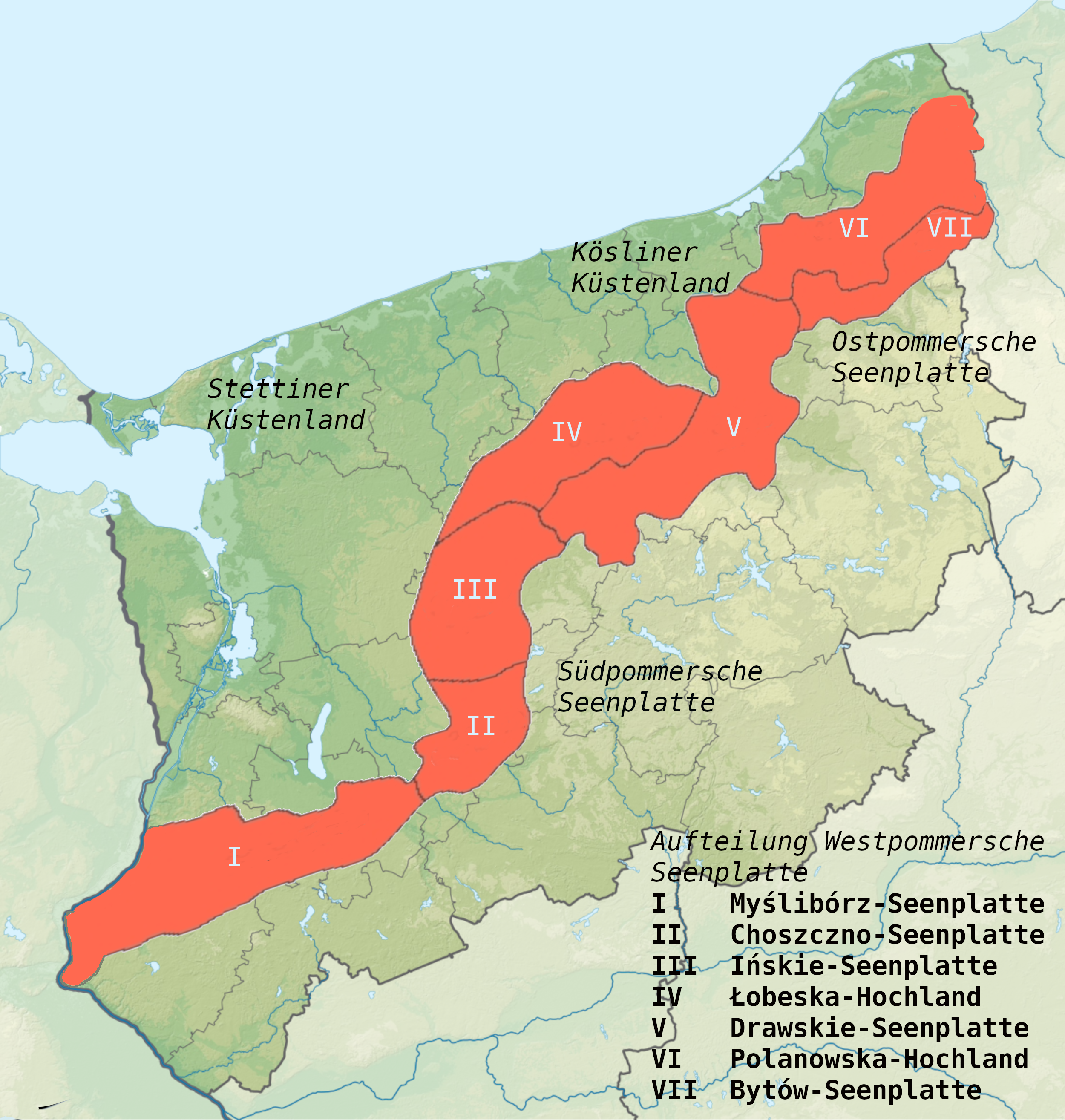
Karte der Westpommerschen Seenplatte mit Erklärungen

Die Pommersche Seenplatte (poln. Pojezierze Pomorskie) ist eine Seenlandschaft in Hinterpommern. Sie liegt heute im Osten der polnischen Woiwodschaft Westpommern (Nordwestpolen).

## Geografie

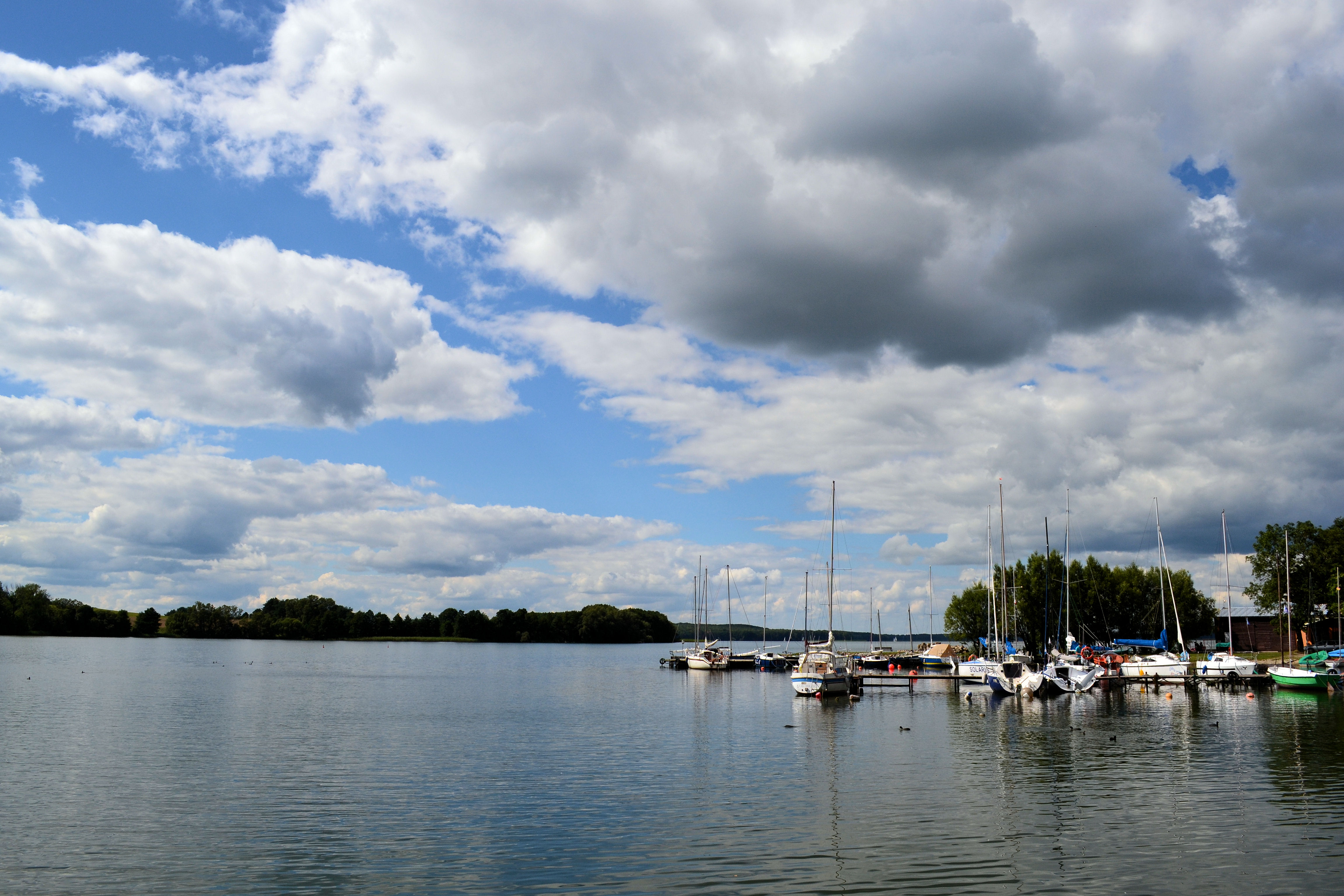
Drawsko-See (Dratzigsee)

Die Seenplatte liegt in der westlichen Hälfte des Baltischen Landrückens und besteht aus einer Vielzahl von Seen. Sie ist eiszeitlichen Ursprungs und liegt eingebettet zwischen Moränenhügeln. Die Seenplatte ähnelt sehr der Masurischen und Mecklenburgischen Seenplatte und der Holsteinischen Schweiz.
Der größte See ist der Jezioro Drawsko (Dratzigsee; 18,66 km²), durch den der bedeutendste Fluss  der Landschaft, die Drawa (Drage), fließt. Die wichtigsten Orte sind Myślibórz (Soldin), Czaplinek (Tempelburg), Szczecinek (Neustettin), Połczyn-Zdrój (Bad Polzin) und Chojnice (Konitz). Weil die Pommersche Seenplatte wesentlich unbekannter als die Masurische Seenplatte ist, gilt sie als touristisch noch wenig erschlossen und ursprünglich.